# Michael Young (baseball)
Pour les articles homonymes, voir Michael Young et Young.
Michael Brian Young (né le 19 octobre 1976 à Covina, Californie, États-Unis) est un joueur de champ intérieur au baseball. Il joue dans les Ligues majeures de 2000 à 2013, passant 13 de ses 14 saisons chez les Rangers du Texas.
Michael Young a réussi 2 375 coups sûrs en carrière. Du nombre, 2 230 coups sûrs ont été réussis pour les Rangers du Texas, ce qui représente un record de franchise. Il est sélectionné six années de suite (2004-2009) pour le match des étoiles et honore sa septième sélection en 2011. Il remporte un Gant doré pour son jeu défensif à l'arrêt-court en 2008. Il se retire après la saison 2013 avec une moyenne au bâton de ,300 en carrière. Il est champion frappeur de la Ligue américaine en 2005.

## Carrière

### Rangers du Texas
Michael Young est sélectionné par les Orioles de Baltimore au 25e tour du repêchage des joueurs amateurs en juin 1994. Il ne signe pas de contrat avec les Orioles et se dirige plutôt vers l'Université de Californie à Santa Barbara. Il est repêché une seconde fois en 1997 lorsqu'il devient le choix de 5e ronde des Blue Jays de Toronto. Il se rapporte la même année à un club des ligues mineures affilié aux Blue Jays et progresse jusqu'au Double-A lorsque le 19 juillet 2000 les Blue Jays décident de transférer le jeune Young et le lanceur droitier Darwin Cubillán aux Rangers du Texas, en retour du lanceur droitier Esteban Loaiza. Young obtient sa première chance dans le baseball majeur le 29 septembre 2000 quand les Rangers le rappellent du Double-A pour deux parties.
Assigné début 2001 aux RedHawks de l'Oklahoma, le club-école Triple-A des Rangers dans la Ligue de la côte du Pacifique, Young est rappelé des mineures le 25 mai et fait si bien avec le grand club qu'il demeure dans les majeures jusqu'à la fin de la saison et ne retourne plus jamais dans les mineures.
Il réussit son premier coup sûr au plus haut niveau le 27 mai face au lanceur Sidney Ponson des Orioles de Baltimore. Le 11 juin, il frappe son premier circuit, un coup réussi aux dépens de Luke Prokopec des Dodgers de Los Angeles. Young dispute 106 parties des Rangers dans cette saison recrue, frappe 11 coups de circuit et obtient 49 points produits.
Ses statistiques en offensive s'améliorent d'année en année et il atteint rapidement le statut de joueur étoile. Il fait marquer 62 points pour Texas en 2002 et est deuxième de la Ligue américaine avec 8 triples. Il enchaîne avec une année de 72 points produits et 14 circuits en 2003, alors qu'il frappe pour une moyenne au bâton de ,306 et réussit 9 triples. C'est la première de cinq saisons consécutives avec une moyenne supérieure à ,300. Ses 204 coups sûrs représentent le 3e plus haut total de la Ligue américaine cette saison-là. Il se rend aussi sur les buts avec régularité comme en témoignent les 112 et 103 buts-sur-balles soutirés aux lanceurs adverses en 2002 et 2003, respectivement.

#### Saison 2004

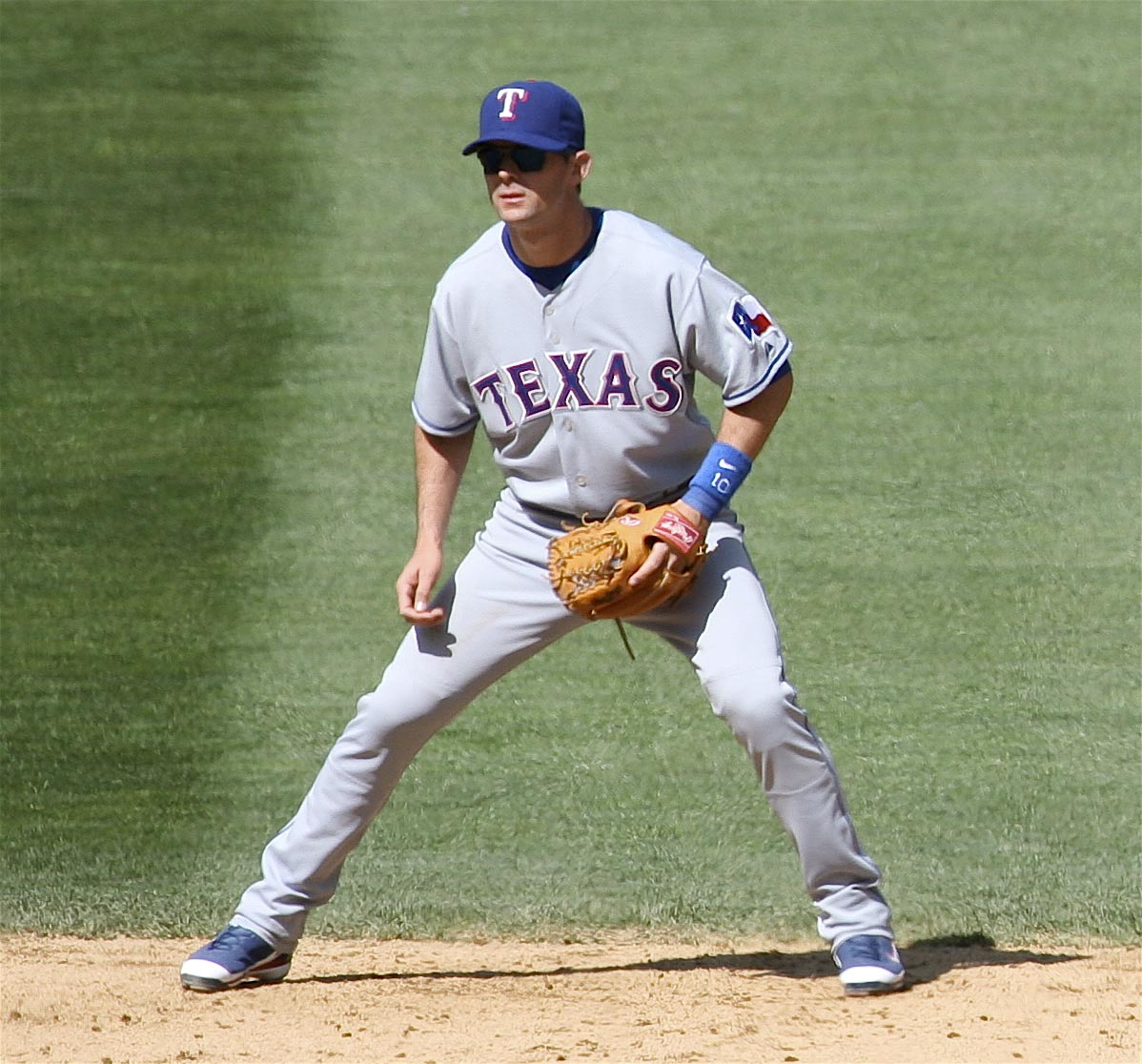
Jouant ici à l'arrêt-court en 2007, Young a aussi évolué aux deuxième et troisième but.

En 2004, année de la première de six invitations en six ans au match des étoiles de mi-saison, Michael Young frappe pour ,313 avec 22 circuits, 99 points produits et 114 points marqués. Il égale son sommet personnel de 9 triples. Il est second en Ligue américaine et 3e du baseball majeur pour les coups sûrs (216) et les simples (152) derrière Ichiro Suzuki des Mariners et Juan Pierre des Marlins.
Pour la première fois de sa carrière, il est considéré au titre de joueur par excellence de la saison régulière dans la Ligue américaine. Il prend le 8e du vote qui consacre Vladimir Guerrero des Angels d'Anaheim. 

#### Saison 2005
En 2005, il remporte le championnat des frappeurs de la Ligue américaine avec une moyenne au bâton de ,331. Il mène aussi tout le baseball majeur pour les coups sûrs, avec 221. Il réussit 40 doubles, frappe un sommet en carrière de 24 circuits et produit 91 points. Sa moyenne de puissance de ,513 est aussi sa plus élevée jusque-là. Il égale son record en carrière, établi l'année précédente, de 114 points marqués. Sa moyenne de présence sur les buts est à ,385 dans les 10 meilleurs de l'Américaine.

#### Saison 2006
En 2006, Young dispute les 162 parties de son équipe. Sa moyenne au bâton s'élève à ,314. Malgré 10 circuits de moins qu'en 2005 (pour un total de 14), il franchit pour la première fois la barre des 100 points produits en faisant compter 103 points dans l'année. Avec 52 doubles, il est 2e du baseball majeur derrière Freddy Sanchez des Pirates de Pittsburgh et Grady Sizemore des Indians de Cleveland, qui en ont chacun 53. Il est aussi 2e des majeures avec ses 217 coups sûrs, sept de moins que Ichiro Suzuki.
Il est nommé joueur par excellence du match des étoiles disputé le 11 juillet 2006 au PNC Park de Pittsburgh pour avoir frappé un triple qui donne en 9e manche la victoire aux vedettes de la Ligue américaine, 3-2 sur celles de la Ligue nationale.

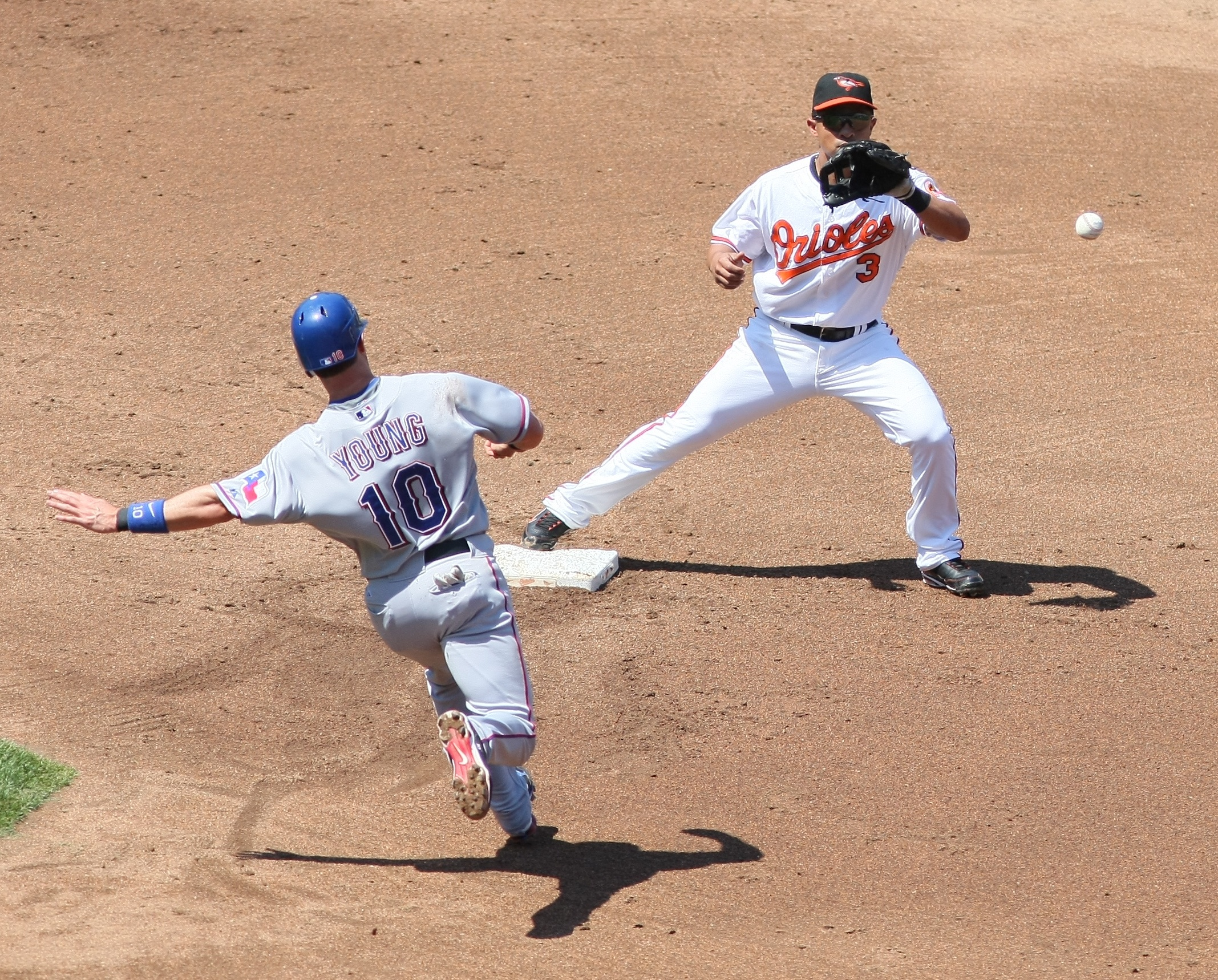
Michael Young tente de devancer un relais à César Izturis dans un match contre les Orioles.

#### Saison 2007
En 2007, il frappe pour ,315 et obtient 201 coups sûrs. C'est la cinquième fois en cinq ans qu'il frappe au moins 200 coups sûrs, une séquence amorcée dans la saison 2003. Pour la première fois depuis 2003, il soutire plus de 100 buts-sur-balles aux lanceurs adverses. Il en obtient 107 en 2007.

#### Saison 2008
En 2008, certaines de ses statistiques offensives sont à la baisse : 183 coups sûrs, 82 points produits et moyenne au bâton de ,284. En revanche, il frappe plus de circuits (12), soutire plus de buts-sur-balles (109) et marque davantage de fois (102) que l'année précédente. Il remporte aussi le Gant doré du meilleur joueur d'arrêt-court en défensive dans la Ligue américaine.

#### Saison 2009
Avec du temps de jeu réduit en 2009, où il ne participe qu'à 135 matchs des Rangers, Young voit son nombre de points produits chuter à 68, son plus faible total depuis la saison 2002. Cependant il renoue avec une moyenne au bâton supérieure à ,300 en affichant la 5e meilleure moyenne de l'Américaine (,322). Il frappe aussi 22 circuits, dix de plus que l'année d'avant et son plus grand nombre depuis 2005.

#### Saison 2010

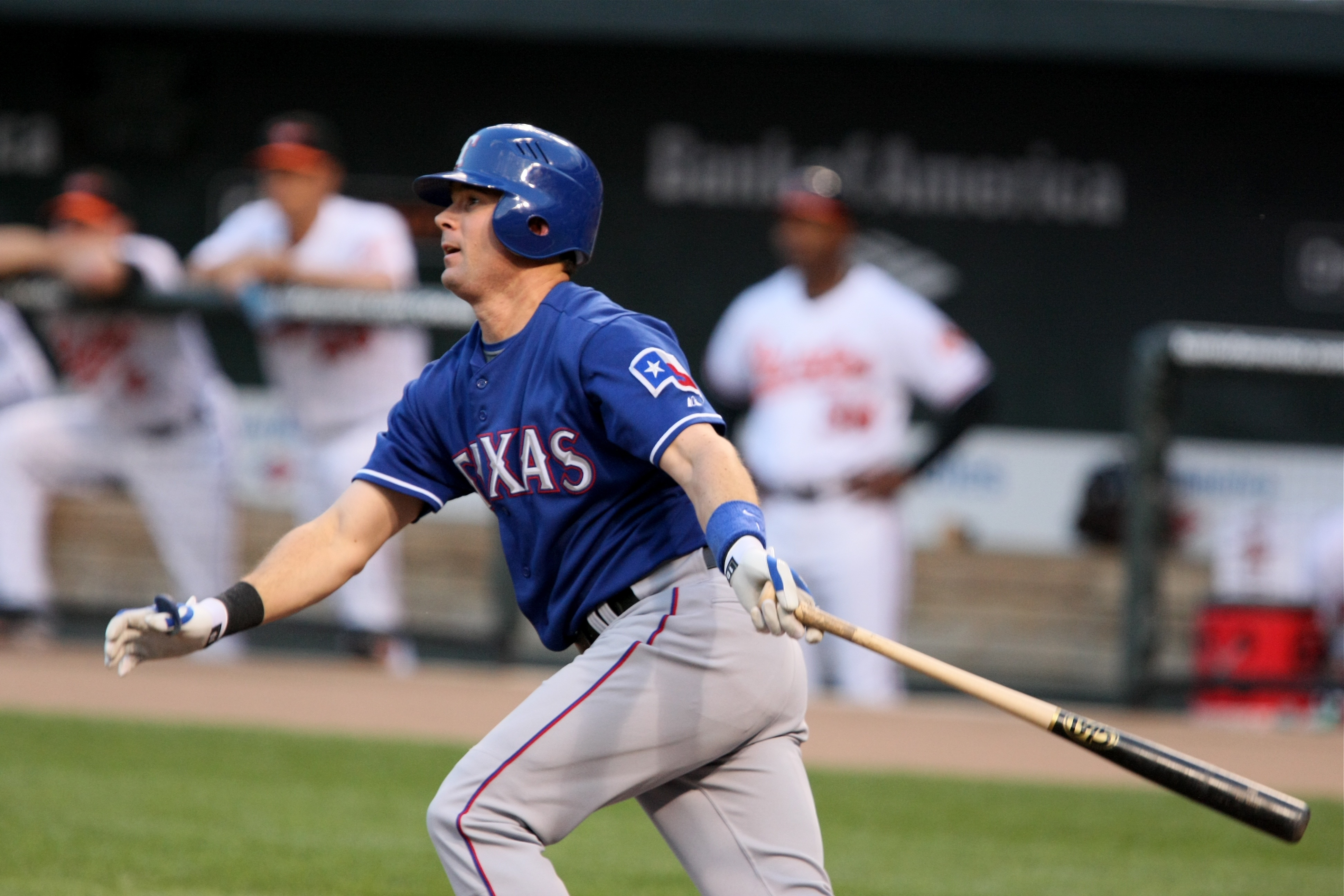
Young au bâton pour Texas en 2009.

Le 16 juin 2010, Michael Young devient le meilleur frappeur de coups sûrs de l'histoire des Rangers du Texas alors qu'il réussit son 1748e avec cette équipe. Son simple de deux points avec les buts remplis à Miami contre Jay Buente des Marlins de la Floride permet à Young de battre la marque de franchise de 1747 d'Iván Rodríguez.
En 2010, il frappe pour ,284 avec 21 circuits et 91 points produits. Il soutire 115 buts-sur-balles, son plus haut total en carrière. Pour la première fois après six invitations consécutives, il est laissé de côté pour le match des étoiles de mi-saison. Il joue pour la première fois en séries éliminatoires quand les Rangers remportent le championnat de leur division. En Série de divisions contre les Rays de Tampa Bay, il cogne un circuit et produit trois points. Dans la Série de championnat où les Rangers renversent les Yankees de New York, il obtient 9 coups sûrs en 6 matchs pour une moyenne au bâton de ,333 avec 4 points produits. Il joue pour la première fois en grande finale des Ligues majeures mais Texas perd la Série mondiale 2010 devant les Giants de San Francisco. Young frappe cinq coups sûrs en 20 présences au bâton pour une moyenne de ,250 face aux lanceurs des Giants.

#### Saison 2011
En 2011, Young honore sa 7e sélection à la partie d'étoiles, renouant avec la classique de mi-saison après une année d'absence. Il affiche durant la saison régulière ses meilleures statistiques en attaque depuis des années, et ce malgré un total de 11 circuits, 10 de moins que l'année précédente. Il est pour la seconde fois de sa carrière le meilleur du baseball majeur pour les coups sûrs, avec 213. Il frappe 41 doubles, son plus haut toal depuis la saison 2006 et domine les majeures avec 155 simples. Il franchit également pour la première fois depuis 2006 la marque de 100 points produits, alors qu'il fait marquer un sommet en carrière de 106 points. À sa première année comme frappeur désigné des Rangers du Texas, il frappe pour ,338 de moyenne, ce qui est bon pour le 2e rang de tout le baseball majeur après le champion frappeur de la Ligue américaine Miguel Cabrera (,344). Pour la 5e fois en carrière, il reçoit des votes pour le titre du joueur de l'année dans la ligue et il prend le 8e rang du scrutin. 
Le 7 août 2011 devant ses partisans à Arlington, il frappe le 2000e coup sûr de sa carrière, un simple aux dépens de Josh Tomlin des Indians de Cleveland, et devient le premier joueur de la franchise des Rangers à atteindre ce nombre,.
Il frappe 7 coups sûrs dont un circuit et produit 7 points en 6 matchs de Série de championnat de la Ligue américaine contre les Tigers de Détroit. Trois de ses coups sûrs sont des doubles. En Série mondiale 2011, où les Rangers échouent encore, cette fois devant les Cardinals de Saint-Louis, Young frappe 7 coups sûrs dont 4 coups de deux buts et un circuit, en plus de produire 5 points de son équipe en 7 parties.

#### Saison 2012
La saison 2012 de Young est sa plus difficile jusque là en carrière. Ses moyennes au bâton (,277) et de présence sur les buts (,312) sont ses plus basses en 10 ans. Il ne frappe que huit circuits.

### Phillies de Philadelphie

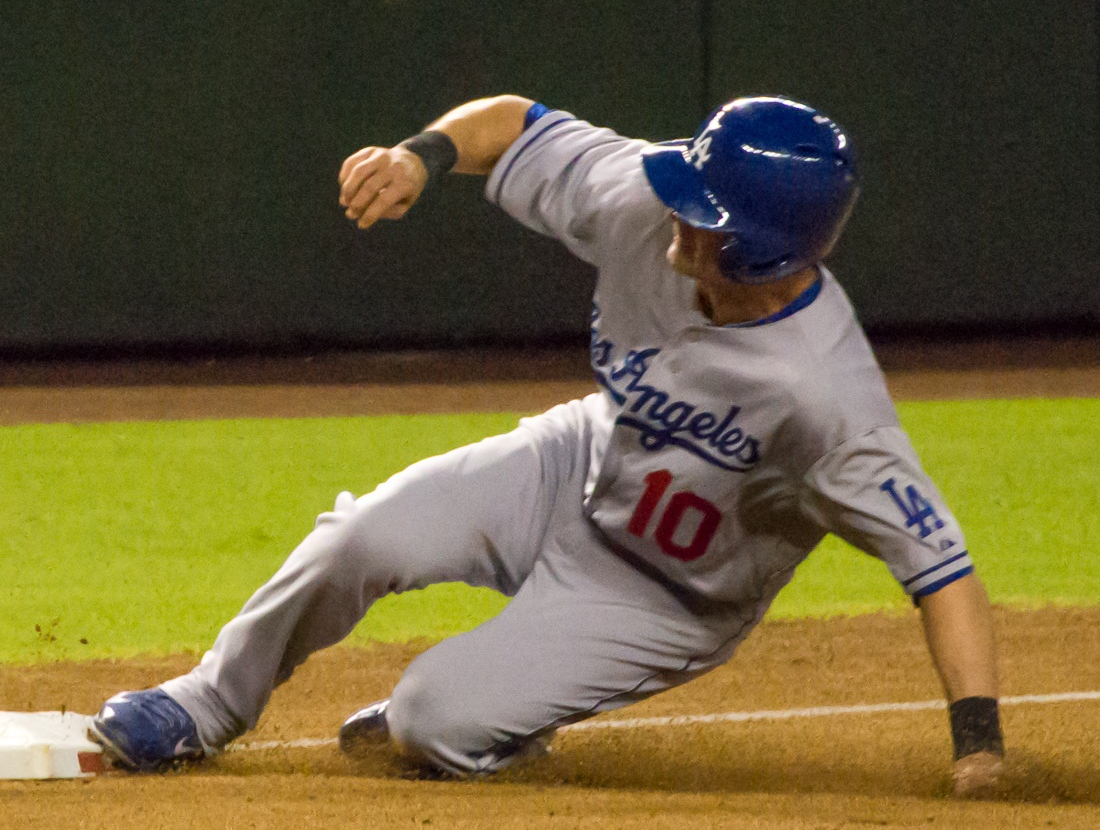
Michael Young en septembre 2013 lors de l'un de ses quelques matchs avec les Dodgers.

Le 8 décembre 2012, Michael Young quitte les Rangers après 13 saisons lorsque ceux-ci le transfèrent aux Phillies de Philadelphie en retour du releveur droitier Josh Lindblom et du lanceur droitier des ligues mineures Lisalverto Bonilla.

### Dodgers de Los Angeles
Le 31 août 2013, Philadelphie transfère Young aux Dodgers de Los Angeles contre le lanceur gaucher des ligues mineures Rob Rasmussen. Il frappe 21 coups sûrs en 51 présences au bâton pour une moyenne de ,314 en 21 matchs pour Los Angeles. Young termine la saison 2013 avec 145 coups sûrs, 8 circuits, 46 points produits et une moyenne au bâton de ,279 en 147 parties jouées pour les Phillies et les Dodgers. Il a la chance de jouer une dernière fois en séries éliminatoires. Il obtient un coup sûr en 3 passages au bâton dans la Série de divisions entre les Dodgers et les Braves d'Atlanta mais est blanchi en 7 voyages à la plaque lors de 6 matchs de Série de championnat de la Ligue nationale contre Saint-Louis.

### Palmarès
Le 31 janvier 2014, Michael Young, 37 ans, annonce sa retraite sportive après une carrière de 14 saisons. Il se retire avec une moyenne au bâton en carrière de ,300 en 1 970 parties jouées. De ce nombre, 1 823 matchs ont été joués pour les Rangers du Texas, dont il a battu le record de franchise pour les coups sûrs en y frappant 2 230 de ses 2 375 réussites. Young compte 441 doubles en carrière, 60 triples, 185 circuits, 1 030 points produits, 1 137 points marqués et 90 buts volés. Sa moyenne de présence sur les buts s'élève à ,346 et sa moyenne de puissance à ,441.

### Défensive
Originellement un joueur de deuxième but, Young passe au poste d'arrêt-court en 2004. Il remporte en 2008 un Gant doré du meilleur joueur défensif de la Ligue américaine à cette position. Avec l'émergence du jeune Elvis Andrus à l'arrêt-court, les Rangers mutent Young au troisième but en 2010. Puis Texas engage Adrián Beltré, un joueur de troisième but, en 2011. Young devient alors uniquement frappeur désigné.
La transaction qui l'envoie aux Phillies en décembre 2012 lui permet d'envisager de reprendre la position de troisième but pour la saison 2013.